# Brunville
Brunville ist eine Commune déléguée in der französischen Gemeinde Petit-Caux mit 243 Einwohnern (Stand 1. Januar 2022) im Département Seine-Maritime in der Region Normandie. 
Die Gemeinde Brunville wurde am 1. Januar 2016 mit 17 weiteren Gemeinden zur Commune nouvelle Petit-Caux zusammengeschlossen. Sie hat seither den Status einer Commune déléguée. Die Gemeinde Brunville gehörte zum Arrondissement Dieppe und zum Kanton Dieppe-2 (bis 2015: Kanton Envermeu).
Brunville liegt etwa elf Kilometer ostnordöstlich vom Stadtzentrum von Dieppe nahe dem Ärmelkanal.

## Bevölkerungsentwicklung
| Jahr                     | 1962 | 1968 | 1975 | 1982 | 1990 | 1999 | 2006 | 2013 |
| Einwohner                | 137  | 129  | 118  | 105  | 222  | 217  | 227  | 255  |
| Quelle: Cassini und INSE |      |      |      |      |      |      |      |      |

## Sehenswürdigkeiten

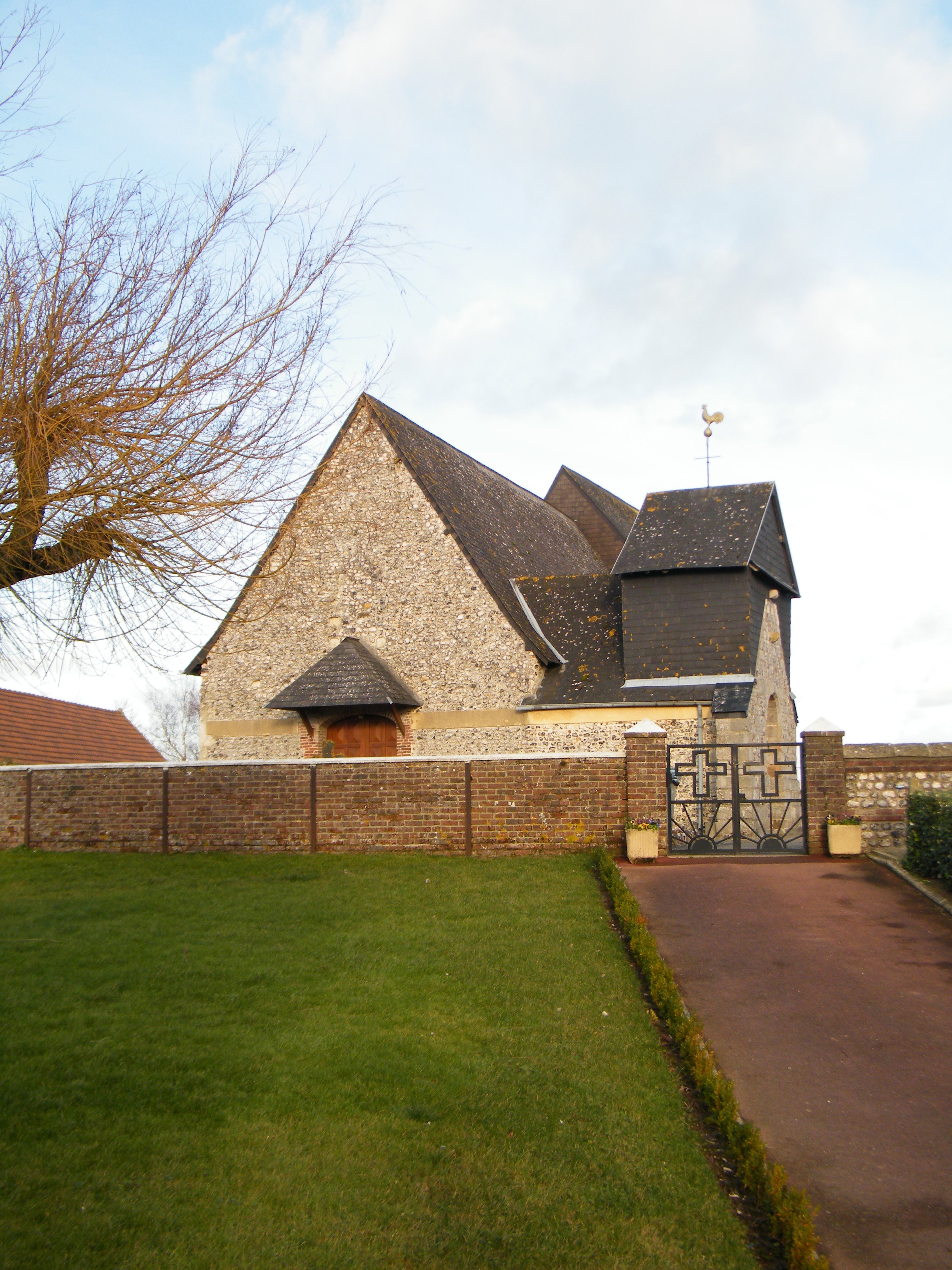
Kirche Saint-Adrien

- Kirche Saint-Adrien